# Малое Митино
Малое Митино — деревня в Ореховском сельском поселении Галичского района Костромской области России.

## География
Деревня расположена на берегу ручья Котелок или речки Черчевки.

## История
Согласно Спискам населенных мест Российской империи в 1872 году деревня относилась к 1 стану Галичского уезда Костромской губернии, причём, вместе с деревнями Тросново, Валово, Парфёново, Павлово, сельцами Бизяево и Новинское имела общее название Углец. В деревне Малое Митино числился 1 двор, проживало 6 мужчин и 5 женщин.
Согласно переписи населения 1897 года в деревне проживало 24 человека (12 мужчин и 12 женщин).
Согласно Списку населенных мест Костромской губернии в 1907 году деревня относилась к Котельской волости Галичского уезда Костромской губернии. По сведениям волостного правления за 1907 год в ней числилось 5 крестьянских дворов и 24 жителя. Основными занятиями жителей деревни, помимо земледелия, были сельскохозяйственные работы и извоз.
До муниципальной реформы 2010 года деревня также входила в состав Ореховского сельского поселения.

## Население
| 2008 | 2010 | 2012 | 2014 |
| ---- | ---- | ---- | ---- |
| 5    | ↘0   | ↗4   | ↘1   |